# René Magritte
René Magritte (Lessines, 21 de novembre de 1898 - Brussel·les, 15 d'agost de 1967) fou un pintor belga, figura principal del moviment surrealista en aquest país i del realisme màgic.

## Biografia
René François Ghislain Magritte va néixer a Lessines, a la província d'Hainaut. Va ser el gran de tres germans. La seva infància va estar marcada pels canvis de domicili de la seva família, els sotracs financers del seu pare i, sobretot, la dramàtica mort de la seva mare que, l'any 1912, va llençar-se al riu Sambre.
Magritte va començar a estudiar pintura als dotze anys amb el mestre de l'escola local. Durant l'adolescència, va créixer la seva passió per les pel·lícules sobre Fantômas i els relats d'Edgar Allan Poe i Maurice Leblanc. Va ser en una fira a Charleroi l'any 1913 quan coneix Georgette Berger, amb qui es casarà l'any 1922.
L'any 1914 va mudar-se a la capital belga per estudiar a l'Acadèmia Reial de Belles Arts de Brussel·les. A l'acadèmia coneix Victor Servranckx i Pierre-Louis Flouquet, amb qui formen el grup 7 Arts. En aquesta època, Magritte realitza els seus primers treballs decoratius i publicitaris.
L'any 1923, el poeta Marcel Lecomte li ensenya una reproducció de La cançó d'amor de Giorgio de Chirico. L'obra li produeix un gran xoc i abandona tota influència anterior per començar a investigar les possibilitats del surrealisme.
Amb Paul Nougé, Camille Goemans, E. L. T. Mesens, Marcel Lecomte, André Souris i Louis Scutenaire, formen el grup dels surrealistes belgues. L'any 1928, el grup es reuneix a la galeria l'Époque amb motiu de la primera exposició de Magritte, i signa un manifest conjunt per a l'ocasió. En aquells moments, ja havia començat a pintar en un estil proper al surrealisme, que va predominar durant tota la seva carrera artística. Abans, però, amb E. L. T. Mesens inicien l'activitat dadaista en contacte amb Picabia.

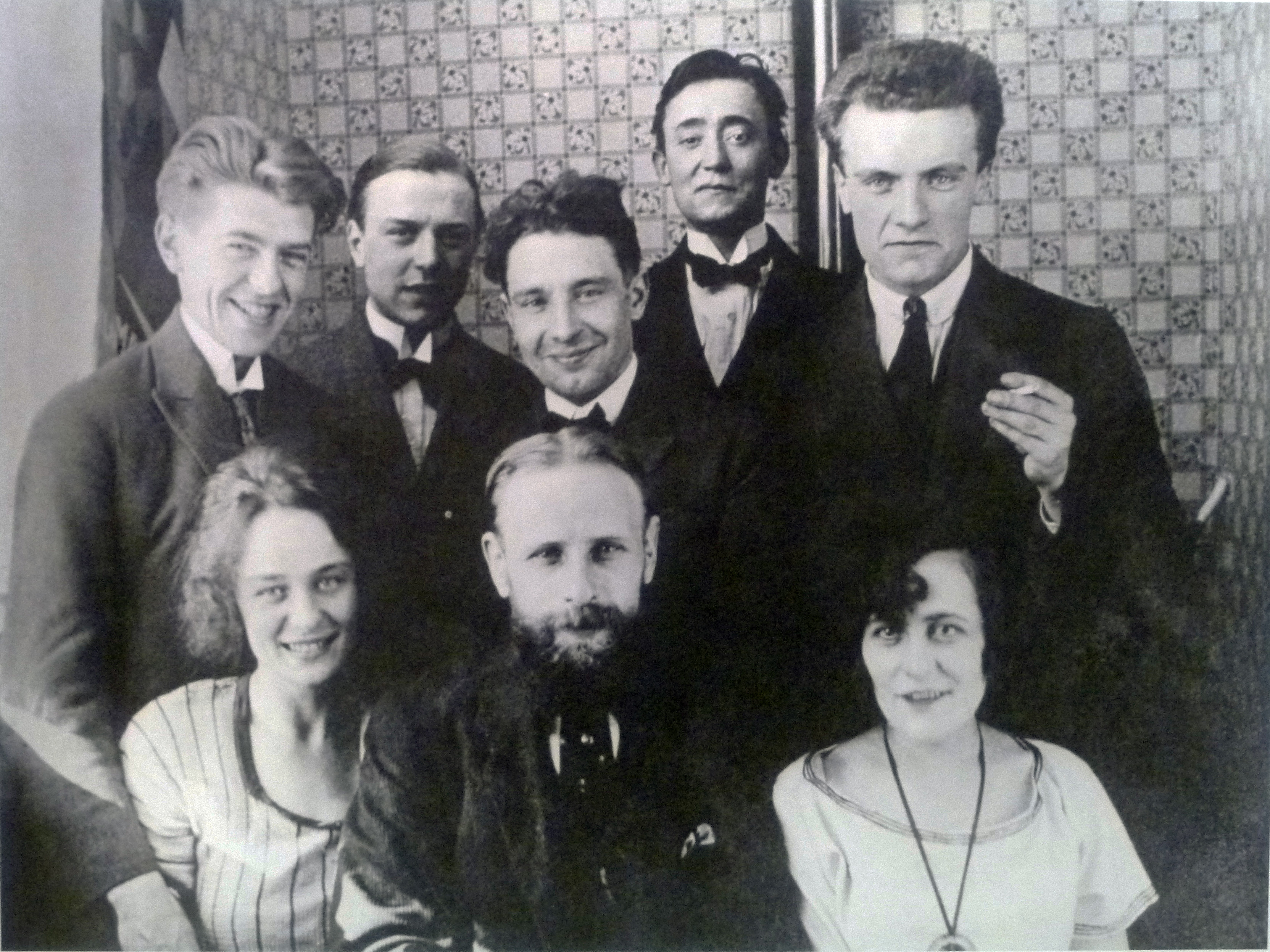
René Magritte i Georgette Berger amb el grup de surrealistes belgues

Magritte entra en contacte amb Breton, Éluard, Ernst i Miró quan es muda als suburbis de París l'any 1927. Hi col·labora en l'últim número de Révolution surréaliste amb el text Les mots et les images. Quan la relació amb Breton es complica i apareix la crisi econòmica, Magritte torna a Brussel·les, on obre un estudi de publicitat, Studio Dongo, amb el seu germà Paul. L'estiu de 1929, Magritte resideix a Cadaqués, on coneix Salvador Dalí. Durant la dècada dels 30, Magritte és molt productiu: el 1936 exposa a la galeria Julien Levy de Nova York i, dos anys més tard, ho fa a Londres, en una exposició inaugurada per Mesens. Proliferen col·laboracions amb Man Ray, Yves Tanguy, André Breton i Paul Éluard. Es confirma, doncs, el seu lloc al centre del moviment surrealista internacional.
Un cop envaïda Bèlgica per les tropes alemanyes l'any 1940, Magritte opta per fugir unes setmanes al sud de França, a Carcassona. El 1942, a partir de l'argument de Nougé, es filma Rencontre de René Magritte, la primera pel·lícula sobre el pintor. Tot i la censura, el seu amic Marcel Mariën signa, l'any 1943, el primer monogràfic del pintor: René Magritte ou les images deféndues. Durant els anys d'exili, Magritte desenvolupa la seva faceta impressionista. En aquesta època, comença a treballar amb el galerista Alexandre Iolas, que farà descobrir la seva obra als col·leccionistes estadounidencs Jean i Dominique de Menil. Gràcies a la xarxa americana, exposarà en diferents galeries dels EUA. Aquesta expansió culminarà l'any 1965 amb una exposició al MoMA de Nova York. Iolas serà l'agent de Magritte fins a la mort del pintor.
Durant la dècada dels cinquanta, Gustave Nellens li encarrega un mural que decori les parets de la Salle du Lustre del Casino de Knokke. El resultat són els frescos d'El domini encantat (1953), en què recrea algunes de les seves primeres obres i que recull, per tant, el conjunt simbolista i surrealista de l'autor. A partir del 1956, amb la seva dona Georgette Berger i una càmera de vídeo, trasllada el seu univers a la pantalla amb la realització d'una sèrie de curtmetratges. Luc de Heusch realitza, l'any 1959, la pel·lícula Magritte ou la leçon des choses.
El 15 d'agost de 1967, Magritte mor a Brussel·les d'un càncer de pàncrees.

## Obra
L'origen dels temes de Magritte té un punt de partida intel·lectual: el pintor se centra en la reflexió sobre situacions comunicatives concretes i les paradoxes entre la percepció i representació de la realitat. Per a Magritte, el llenguatge i la imatge pertanyen a sistemes regits per lleis particulars que no emmirallen la realitat, sinó que la substitueixen: el desconcert de l'espectador serà una constant en tota la seva carrera. Hàbil i meticulós en la seva tècnica, és notable per obres que tenen juxtaposició d'objectes comuns en contexts poc habituals, donant així un nou significat a les coses familiars. Aquesta juxtaposició es denomina sovint realisme màgic, del qual Magritte és el màxim representant.
L'any 1973, l'alemany Uwe M. Schneede va classificar l'obra del pintor belga en sis grups temàtics: els quadres de temes detestivescs, els collages, els lingüístics, els quadres dins del quadre, els que tracten la metamorfosi, i els combinatoris.

### Quadres detestivescs
La producció d'aquests quadres es concentra durant la dècada dels anys vint. La veu de la calma (1928), L'assassí amenaçat (1927) i El sonàmbul (1927), entre d'altres, s'inspiren en les narracions de Dashiel Hammet, George Simenon i Edgar Allan Poe, de qui era un gran amant. La intenció narrativa de Magritte queda ben representada en L'home del diari (1928), en què, en quatre imatges del mateix interior amb la mateixa perspectiva, seqüènciafílmicament l'acció. Com a analogia amb la novel·la detectivesca, la pinzellada de Magritte estripa l'ordre burgès: cap al 1935, Magritte diu que el seu art “només tindrà valor mentre es resisteixi a la ideologia burgesa, nom on s'extingeix la vida”.

### Quadrescollage
En aquestes obres, Magritte renuncia a qualsevol discurs narratiu o acció. S'hi estructuren principis fonamentals de la seva producció futura com la visió interior-exterior i la simulació de la perspectiva, ja sigui amb la combinació de fragments de la realitat o per l'ambivalència dels objectes. En destaca El naixement de l'ídol (1926), influït per l'obra de De Chirico, i El joquei perdut (1926).

### Quadres lingüístics
Forma part dels quadres lingüístics La traïció de les imatges (1928-29), la imatge d'una pipa i el text Ceci n'est pas une pipe. En aquesta obra, una de les més conegudes de l'autor, Magritte reflexiona sobre la falsa rèplica de la realitat per part d'imatges i paraules: encara que sembli una pipa, el quadre només n'és la representació i, per tant, afirmar que la representació és l'objecte seria una mentida. El 1930, pinta La clau dels somnis: una graella on apareixen objectes i paraules sense relació. La inconnexió evidencia, per Magritte, que imatge i paraula pertanyen a sistemes aïllats i independents: el visual i el lingüístic.

### Quadres dins el quadre
Les paradoxes lingüístiques van seguides per les reflexions sobre els límits dels quadres dins el quadre: la no-identificació entre obra d'art i realitat, entre allò representat i la seva representació. Amb l'eliminació dels plans que corresponen a la realitat, juga amb la capacitat perceptiva de l'espectador que, amb efectes il·lusoris, confondrà els límits de la ficció dins del quadre. En són exemples La bella captiva (1931), La condició humana (1933) i Els encants de la nit (1929).

### Quadres sobre metamorfosi
Inspirat per Kafka i seguint la tendència de molts surrealistes, Magritte utilitza la transformació d'objectes per a emancipar-se d'experiències i records, i fixar-los i ampliar-los. La invenció col·lectiva (1934) o El model vermell (1935) són algunes de les obres més representatives del període.

### Quadres combinatoris
Aquests quadres es basen en la juxtaposició i elecció conscient d'elements amb l'objectiu de provocar noves versemblances. En El record d'un viatge III (1951), canvia els materials d'un menjador per fossilitzar-lo com a paisatge rústic. En altres quadres, inverteix les proporcions: en Els valors personals (1951-52), un conjunt d'articles per a la higiene apareixen sobredimensionats en una petita habitació. Amb inversió i transgressió, doncs, el pintor belga sacseja la seguretat natural de l'espectador.

### Filmografia amateur
Els curtmetratges de Magritte foren utilitzats per primera vegada al documental René Magritte cinéaste, realitzat a Londres per Catherine de Croës i Francis De Lulle amb motiu d'una exposició realitzada el 1974 i consagrada a l'artista com a fotògraf i cineasta.